# 闽千里光
闽千里光（学名：Senecio fukienensis）是菊科千里光属的植物，为中国的特有植物。分布于中国大陆的福建等地，见于山坡路旁，目前尚未由人工引种栽培。